# Thiên hoàng Go-En'yū
Thiên hoàng Go-En'yū (後円融天皇 (Hậu Viên Dung Thiên hoàng)  Go-En'yū-tennō, 11 tháng 1, 1359 – 06 tháng 6, 1393) là Thiên hoàng thứ năm của Bắc triều do nhà Ashikaga ủng hộ tại Kyoto. Theo các học giả tiền Minh Trị, triều đại của ông kéo dài từ năm 1371 đến năm 1382.

## Phả hệ
Tên riêng của ông là Ohito (緒仁 (Tự Nhân)). Ông là con thứ hai của Thiên hoàng Go-Kōgon. Mẹ ông là Fujiwara no Nakako (藤原仲子), con gái của Hirohashi Kanetsuna (広橋兼綱).
Ông có hai hoàng hậu với 3 người con là hoàng tử Motohito (con cả), hoàng tử Dōchō (con thứ) và công chúa Keiko (珪 子 内 親王). Con cả của ông là người nối ngôi, là Thiên hoàng Go-Komatsu.
Năm 1371, ông được cha phong làm thái tử.

## Lên ngôi Thiên hoàng
Ngày 9 tháng 4 năm 1371, Thân vương Ohito lên làm Thiên hoàng Bắc triều dưới sự ủng hộ của Hosokawa Yoriyuki và Mạc phủ thực tế không kiểm soát nhiều về triều đình Kyoto.
Go-En'yū không có quyền lực gì khi đang tại vị. Thực tế, mọi quyền lực nắm trong tay Thượng hoàng Go-Kōgon. Sau khi Ashikaga Yoshimitsu lên làm shōgun năm 1378, quan hệ giữa Nam - Bắc triều bắt đầu hòa dịu và triều đình bắt đầu ổn định.
Ngày 24 tháng 5 năm 1382, Thiên hoàng Go-En'yū thoái vị và nhường ngôi cho con cả là Thân vương Motohito. Thân vương lên ngôi, là Thiên hoàng Go-Komatsu.

## Thoái vị
Sau khi rời ngôi, ông sống khép kín trong chùa với danh hiệu thượng hoàng. Không có quyền lực thực tế, ông nhiều lần nổi dậy chống lại Shogun. Tệ hại hơn, khi biết tin vợ là Hoàng hậu Itsuko ngoại tình với Shōgun Ashikaga Yoshimitsu, ông cố gắng tự tử nhưng bất thành.
Năm 1392, hiệp ước hòa bình được ký kết và Thiên hoàng Go-Kameyama của Nam triều chính thức nhường ngôi cùng với “Ba vật linh thiêng” tượng trưng của thiên hoàng cho Go-Komatsu.
Tháng 6/1393, ông qua đời.

## Niên hiệu

#### Niên hiệu chính thức
- Kentoku (1370–1372)
- Benchū (1372–1375)
- Tenju (1375–1381)
- Kōwa (1381–1384)

#### Niên hiệu của Bắc triều
- Ōan (1368–1375)
- Eiwa (1375–1379)
- Kōryaku (1379–1381)
- Eitoku (1381–1384)